# Tetilla australis
Tetilla australis är en svampdjursart som beskrevs av Patricia R. Bergquist 1968. Tetilla australis ingår i släktet Tetilla och familjen Tetillidae.
Artens utbredningsområde är havet kring Nya Zeeland. Inga underarter finns listade i Catalogue of Life.